# Odontotrypes sabde
Odontotrypes sabde är en skalbaggsart som beskrevs av Kral, Karl Franz Josef Malý och Schneider 2001. Odontotrypes sabde ingår i släktet Odontotrypes och familjen tordyvlar. Inga underarter finns listade i Catalogue of Life.